# Nematoparataenia paradoxa
Nematoparataenia paradoxa är en plattmaskart som först beskrevs av Maplestone och Southwell 1922.  Nematoparataenia paradoxa ingår i släktet Nematoparataenia och familjen Nematoparataeniidae. Inga underarter finns listade i Catalogue of Life.